# Chimonanthus

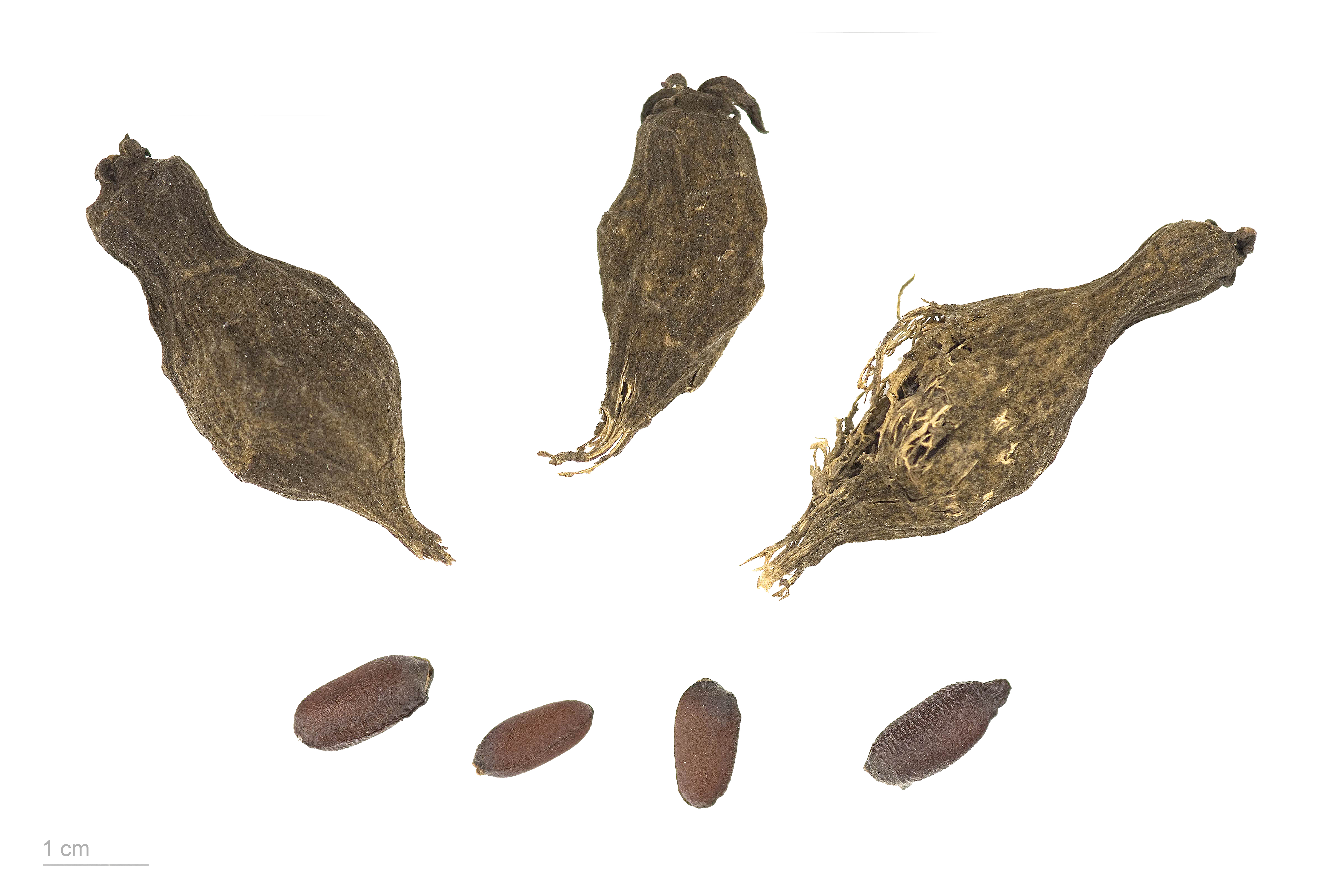
Chimonanthus praecox

Chimonanthus Lindl., 1819 è un genere di piante angiosperme appartenente alla famiglia Calycanthaceae, originario dell'Asia.
Il nome viene dal greco e significa "fiore d'inverno" (χειμών = inverno) con riferimento alla fioritura invernale di questi arbusti alti da 1,5 a 5 m, dalle foglie perenni o caduche.
Come pianta ornamentale il Chimonanthus viene spesso chiamato calicanto, secondo la vecchia nomenclatura (il genere Calycanthus fu istituito da Linneo nel Settecento, e fu poi successivamente diviso in più generi).

## Tassonomia
Il genere Chimonanthus comprende le seguenti specie, tutte originarie della Cina centro-orientale e sud-orientale:
- Chimonanthus campanulatus R.H.Chang  &  C.S.Ding - arbusto a foglie persistenti e rami pubescenti, alto 3–5 m, porta fiori gialli non profumati;
- Chimonanthus grammatus M.C.Liu - arbusto a foglie persistenti dai fiori gialli alto 4–5 m;
- Chimonanthus nitens Oliv. -  originario di Cina e Giappone, arbusto o piccolo albero sempreverde, con foglie opposte verde scuro, fioritura autunnale all'ascella delle foglie, con fiori solitari, dai lunghi petali acuminati di colore bianco o giallastro, profumatissimi;
- Chimonanthus praecox (L.) Link. - originario della Cina, arbusto cespuglioso alto dai 2 ai 4 m, con fusti eretti e ramificati, foglie larghe e caduche, ovate, fiori ascellari, di colore giallognolo con sfumature e screziature porporine o rosso-brunastre, molto profumati, fiorisce in pieno inverno anche in presenza di gelo;
- Chimonanthus salicifolius S.Y.Hu
- Chimonanthus zhejangensis M.C.Liu

## Coltivazione
Preferisce esposizione non troppo soleggiata o semi ombreggiata, clima fresco, terreno soffice e permeabile e soffre i suoli calcarei.
Eventuali potature di sfoltimento vanno effettuate dopo la fioritura.
La moltiplicazione avviene con la semina a fine estate, per mezzo di margotta in ottobre, per divisione dei polloni in primavera o per talea sempre nei primi mesi di autunno.

## Avversità
Subiscono frequentemente attacchi di afidi; meno frequentemente possono essere colpiti da acari o cocciniglie.

## Usi
Il calicanto è una pianta con fiori piccoli e poco appariscenti, ma molto profumati. Il calicanto è utilizzata come pianta ornamentale nei giardini per la profumata fioritura invernale, e viene coltivato industrialmente per la produzione di rami fioriti recisi per decorare gli appartamenti.